# Atroce vendetta
Atroce vendetta è il quarto albo della prima serie di Diabolik, uscito nelle edicole il 1º aprile del 1963.

## Copertina
Al di sotto del campo nero sul quale campeggia l'intestazione rossa, sono raffigurati Diabolik, visto di profilo e armato del suo fedele pugnale, e Elisabeth, che urla disperata. Lo sfondo è verde.
In quarta di copertina è ritratta Elisabeth, che osserva il lettore con sguardo sereno.

## Trama
Sono passati tre mesi dalla fuga di Diabolik ed Eva Kant, la sua nuova compagna. Ginko e Gustavo Garian vanno a trovare Elisabeth Gay, ricoverata in una clinica in seguito all'esaurimento dovuto alla scoperta di esser stata compagna di Diabolik. Elisabeth è guarita e si è fidanzata col dottor Alberto Floriani, che vorrebbe sposarla e portarla a vivere nel suo paese Natale. Ginko non è d'accordo, in quanto teme che Diabolik possa vendicarsi della giovane, ritenendola responsabile della propria condanna a morte. Quella notte stessa, infatti, Elisabeth vede Diabolik comparire nella sua stanza e minacciarla, per poi sparire nel nulla.
Il giorno dopo Ginko, Gustavo e Alberto indagano sulla presenza di Diabolik, ma non trovando alcun indizio credono che Elisabeth abbia avuto un'allucinazione; Alberto si offre comunque di tenerle compagnia la notte successiva. Durante la notte Diabolik ricompare e trascina la donna in uno scantinato, dove compirà la sua vendetta: decapiterà Alberto davanti a lei, proprio come sarebbe dovuto toccare a lui. Elizabeth assiste impotente all'uccisione del fidanzato, prima di perdere i sensi.
Al mattino Elisabeth si risveglia e trova Alberto vivo e vegeto: la donna ha una violenta crisi che la porta quasi al suicidio; in seguito non riuscirà più a guardare il suo fidanzato, credendolo un fantasma. Medici e poliziotti credono che la ragazza sia impazzita del tutto; tuttavia, indagando presso la clinica, Ginko rinviene un finto ceppo di legno; interrogando il proprietario di un negozio di articoli scenici, scopre che l'oggetto è dotato di un meccanismo usato in teatro per simulare le decapitazioni. Ginko arriva poi a scoprire un passaggio segreto che introduce nella clinica, e comprende che Diabolik è realmente coinvolto nella faccenda: il suo intento era condurre Elizabeth alla pazzia, simulando la morte di Alberto.
Ginko organizza quindi una trappola: fa spargere la voce in paese che Elisabeth è guarita e che presto sposerà Alberto. La notizia arriva alle orecchie di Diabolik, il quale, credendo fallito il suo tentativo di rendere folle la donna, decide di assassinare Alberto. Calatosi con Eva nel passaggio segreto, tuttavia, Diabolik si accorge per puro caso della presenza di Ginko e dei suoi uomini, che gli hanno teso un agguato: messo alle strette, il criminale provoca un'esplosione che consente a lui ed Eva di fuggire. Ginko lo insegue, ma si ferma a soccorrere un poliziotto investito dall'esplosione, che gli morirà tra le braccia. Travestiti da frati, Eva e Diabolik raggiungono il confine e decidono di rimanere nascosti per un certo periodo.

## Produzione
L'albo è un seguito diretto del terzo numero, L'arresto di Diabolik; è perciò la prima occasione in cui Eva Kant agisce come sua effettiva complice. Poiché si tratta di una delle prime storie di Diabolik, essa non risponde ad alcune caratteristiche della serie che verranno canonizzate solo in seguito: sebbene già dal secondo numero la località di ambientazione non fosse più citata, è lecito ritenere che anche questa storia si svolga in Francia, com'era inizialmente intenzione delle creatrici; viene infatti detto esplicitamente che Alberto è originario dell'Italia, e al termine della storia Eva e Diabolik varcano il confine con tale paese. Diabolik viene inoltre visto fare uso dell'ipnosi, abilità che sarà utilizzata spesso nei primi numeri, ma che in seguito sarà del tutto abbandonata.

## Sequel
Nell'albo del 1995 Nel tunnel della pazzia (Diabolik 8/1995) viene rivelato che, in seguito ai fatti qui narrati, Elisabeth è guarita e ha sposato Alberto; tuttavia l'ossessione per Diabolik non le è mai passata: con un piano astuto riesce a catturare il criminale, e lo sevizia orribilmente per vendicarsi di non esser stata scelta come sua complice. Diabolik sarà salvato da Alberto ed Eva.
Ne Il volto dell'odio (Il Grande Diabolik 2-2006) Elisabeth, portata da Alberto in un'altra nazione, è ormai completamente impazzita e malata terminale. La sua pazzia l'ha portata a spostare i suoi interessi amorosi da Diabolik a Ginko, che ella vede come il solo capace di condividere il suo odio per il Re del Terrore. Questo porterà suo marito, l'unico ad amarla veramente, a sostituirsi all'ispettore con un'operazione di chirurgia plastica, e ad architettare un piano per catturare anche Diabolik. Tuttavia il piano fallisce, Alberto muore e le condizioni di Elisabeth si fanno ancora più disperate.

## Remake
Nel 2012 l'episodio ha avuto un remake nel numero primaverile de Il Grande Diabolik': l'intera storia (insieme al precedente numero L'arresto di Diabolik) è stata ridisegnata da Giuseppe Palumbo, con l'aggiunta di alcuni episodi inediti e un finale esteso nel quale Diabolik fa visita a un'ormai pazza Elisabeth.